# Polymastia fusca
Polymastia fusca är en svampdjursart som beskrevs av Patricia R. Bergquist 1961. Polymastia fusca ingår i släktet Polymastia och familjen Polymastiidae.
Artens utbredningsområde är havet kring Nya Zeeland. Inga underarter finns listade i Catalogue of Life.